# Laurits Andersen Ring
Laurits Andersen Ring, geboren als Laurits Andersen (Ring bij Næstved, 15 augustus 1854 – Sankt Jørgensbjerg, 10 september 1933) en bekend als L.A. Ring, was een Deens kunstschilder. Hij schilderde in een realistische stijl, maar wordt ook wel geassocieerd met het symbolisme en het impressionisme. Hij geldt als een pionier van het sociaal-realisme in de Deense schilderkunst en werd beïnvloed door de ideeën van Det Moderne Gennembrud. 

## Leven en werk

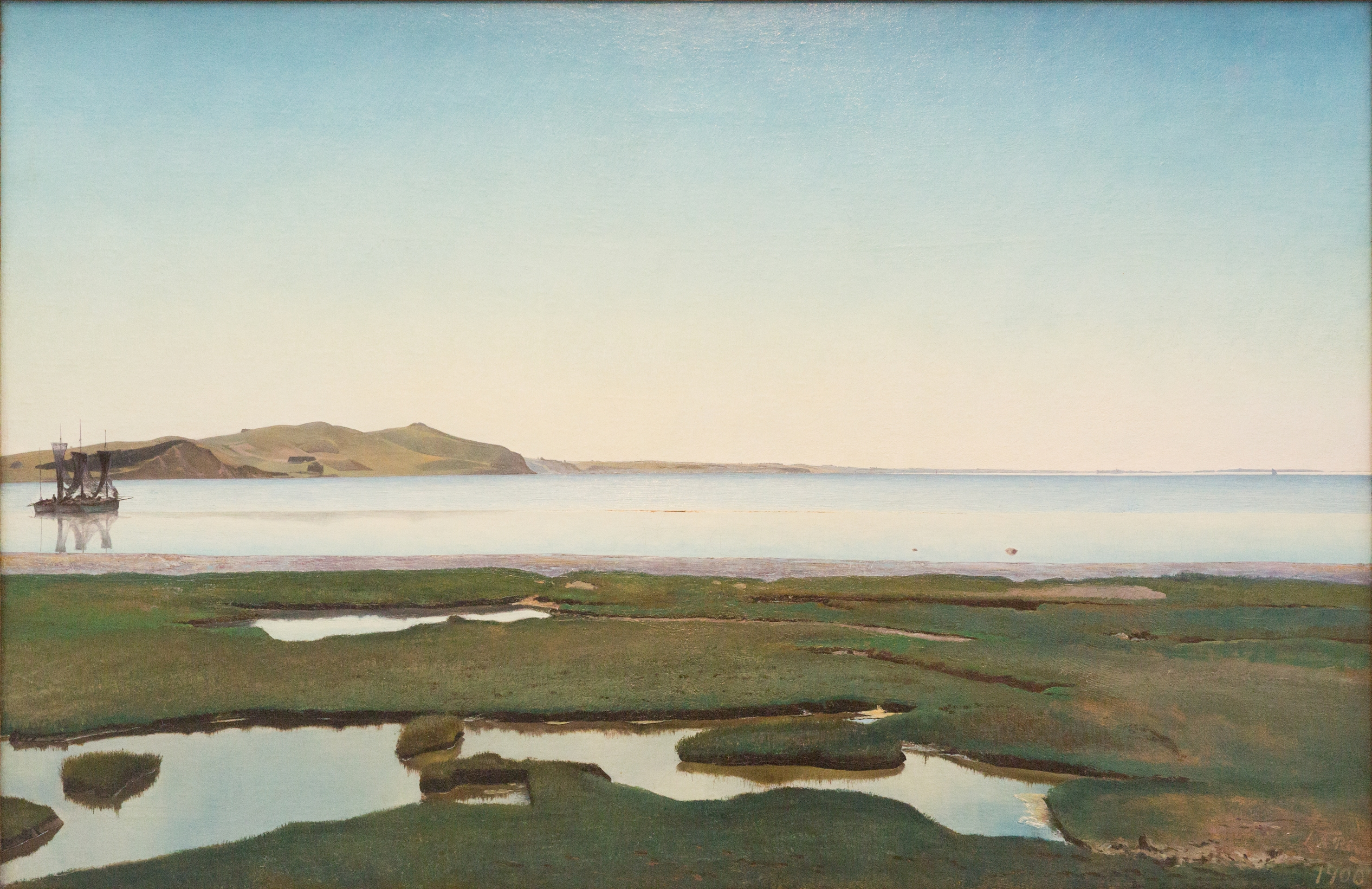
Zomerdag bij Roskilde Fjord (1900), opgenomen in de Deense Cultuurcanon van 108 meesterwerken.

Ring werd geboren in een familie van eenvoudige keuterboeren. Hij volgde eerst een technische opleiding en studeerde vervolgens, van 1875 tot 1877, aan de Koninklijke Deense Kunstacademie in Kopenhagen, waar hij bevriend raakte met Hans Andersen Brendekilde. In 1881 nam hij de naam aan van zijn geboortedorp, net als Brendekilde, met wie hij in die tijd veel samenwerkte, om naamsverwarring tussen beide Andersens te voorkomen.
Ring woonde en schilderde lange tijd in het dorp Baldersbrønde, bij Hedehusene. Zijn motieven, vaak landschappen en genrewerken, weerspiegelen over het algemeen zijn eenvoudige afkomst. Hij portretteert het boerenleven in een eenvoudige, primitieve directheid, met veel gevoel voor volkskarakter. Vaak toont hij ook een sociaal-kritisch engagement. Aanvankelijk was zijn stijl sober, maar mede onder invloed van reizen naar Italië en Frankrijk werd zijn kleur- en lichtgebruik allengs vrijer en frisser en werden invloeden van zowel het impressionisme als het symbolisme herkenbaar, soms ook van het japonisme. Hij bewonderde Jean-François Raffaëlli en Jean-François Millet, die hij in Parijs had leren kennen.
In de vroege jaren negentig vatte Ring een hevige liefde op voor Johanne Wilde, de vrouw van een bevriende advocaat. Hij heeft haar diverse malen geschilderd. Toen het tot hem doordrong dat zijn verbintenis met haar geen toekomst had, verviel hij in een diepe depressie, die hij overwon door een studiejaar in Italië door te brengen, hiertoe in staat gesteld door een reisbeurs.
In 1896 huwde hij met Sigrid Kähler, de dochter van Herman Kähler, pottenbakker en eigenaar van een keramiekbedrijf, wiens atelier hij regelmatig bezocht. Ook haar heeft hij vaak geschilderd. Ze was eveneens kunstschilderes van vooral bloemschilderingen, maar stopte daarmee om zich aan het gezin te wijden. Ze kregen drie kinderen, van wie zoon Ole op diverse schilderijen is uitgebeeld. Zij stierf in 1923 aan tuberculose, hij overleefde haar tien jaar en stierf in 1933 op 79-jarige leeftijd.

## Werk van L.A. Ring
L.A. Ring was een productief schilder, van wie ongeveer 300 schilderijen zijn overgeleverd. Werk van hem is te zien in vele Deense musea, in het bijzonder het Statens Museum for Kunst en de Hirschsprungske Samling in Kopenhagen, het museum Ordrupgaard in Charlottenlund (Gentofte) en het Randers Kunstmuseum. Ook Nasjonalmuseet in Oslo, het Nationalmuseum in Stockholm en het Niedersächsisches Landesmuseum Hannover  bezitten werken van L.A. Ring. 
Een grote, niet openbare collectie schilderijen van L.A. Ring is eigendom van Statsministeriet (het Deense ministerie van Algemene Zaken). Deze 32 doeken werden in 1956 aan het ministerie nagelaten door de zakenman en kunstverzamelaar O.P. Christensen, die in zijn testament de verwachting uitsprak dat de realistische en sociaal geëngageerde kunst van L.A. Ring de premiers van Denemarken bij hun taken zou inspireren. Ze hangen in het ministerie op Slotsholmen, in Marienborg (de ambtswoning van de premier) en in Deense ambassades en consulaten in het (Noord-Europese) buitenland. Enkele schilderijen uit de collectie, waaronder I høst ("Oogst in de herfst") uit 1885, bevinden zich in permanente bruikleen in het Statens Museum for Kunst.

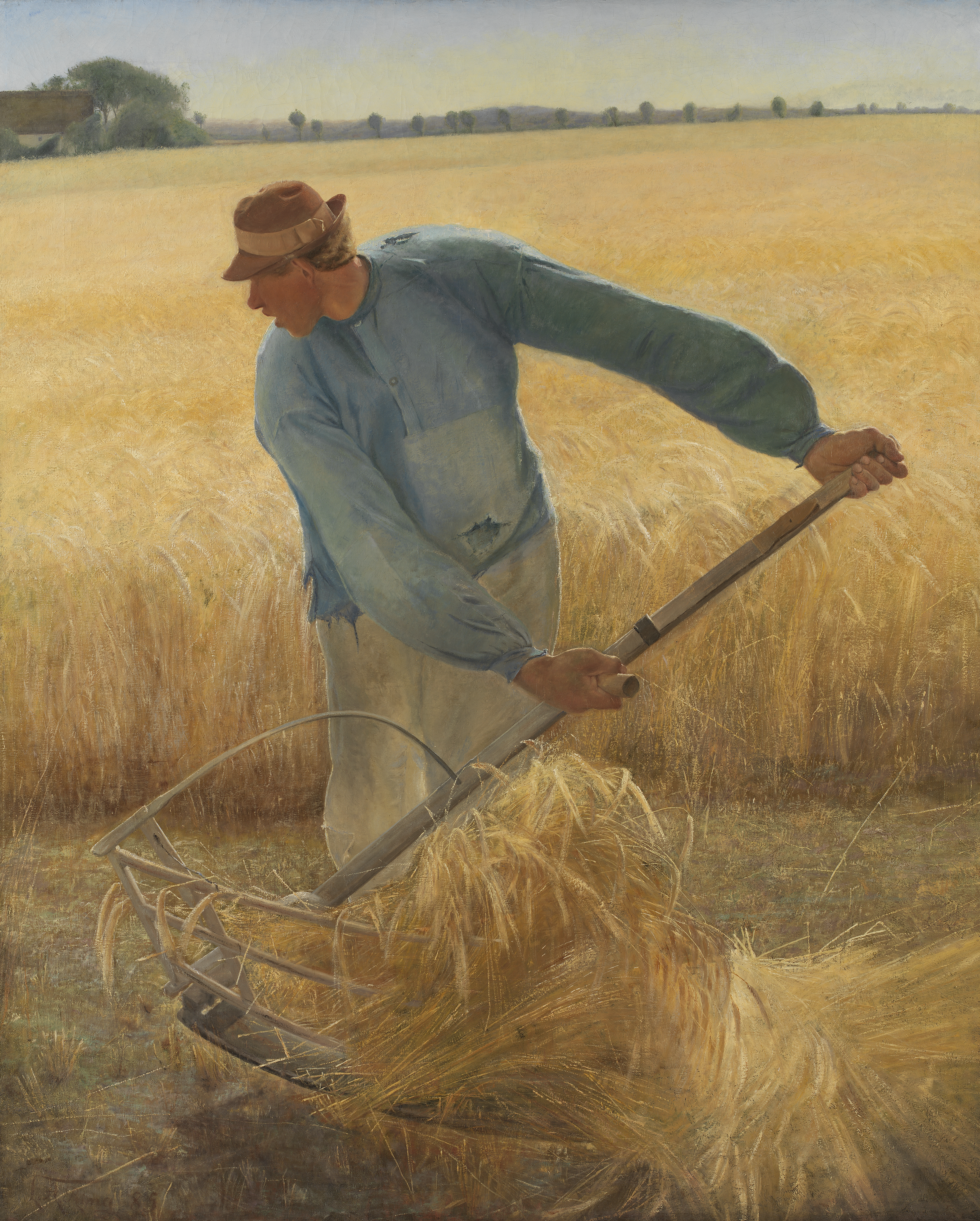
Oogst in de herfst (grote versie), 1885
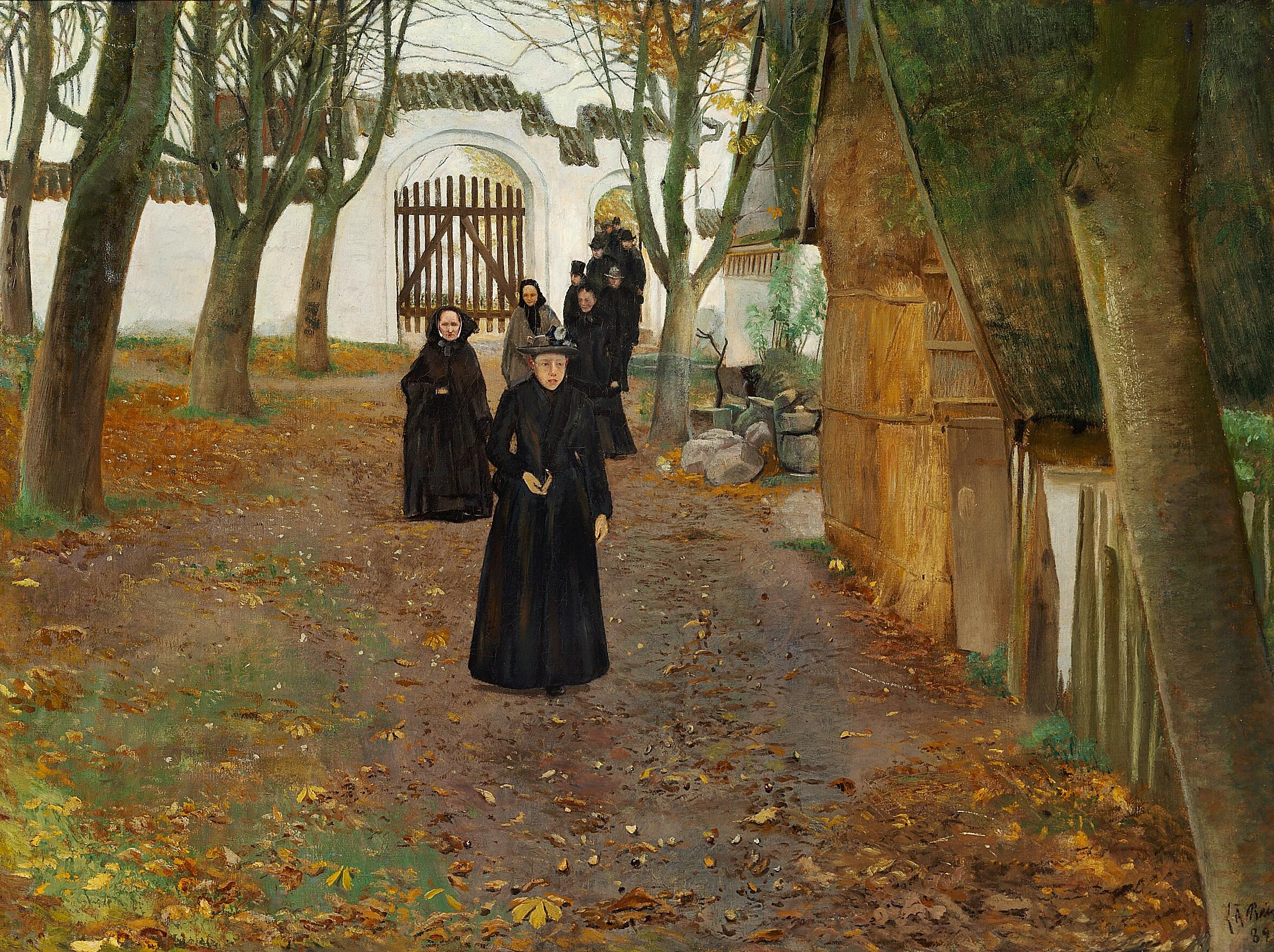
Mensen verlaten de kerk in Mogenstrup, 1889
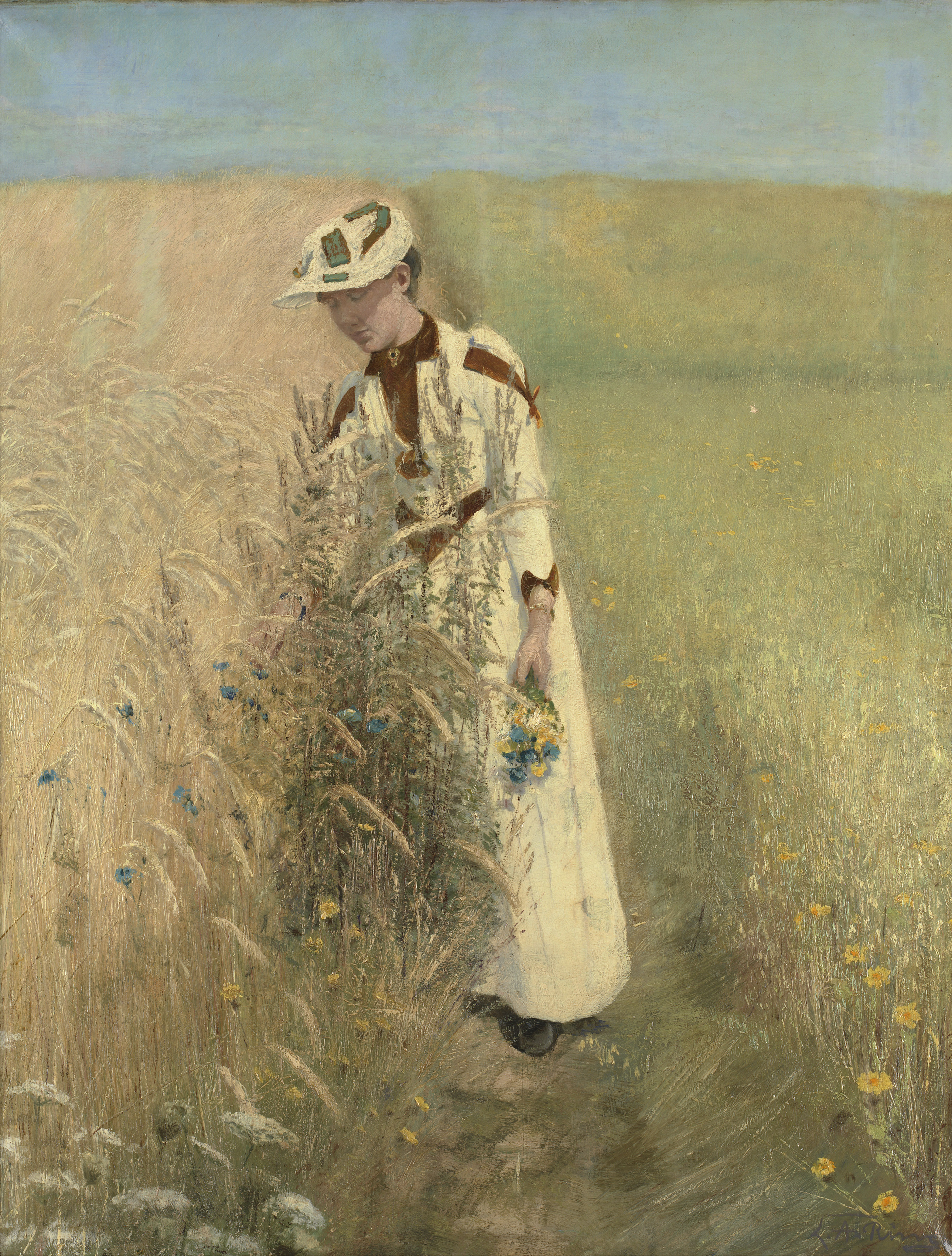
Johanne Wilde plukt bloemen, 1890
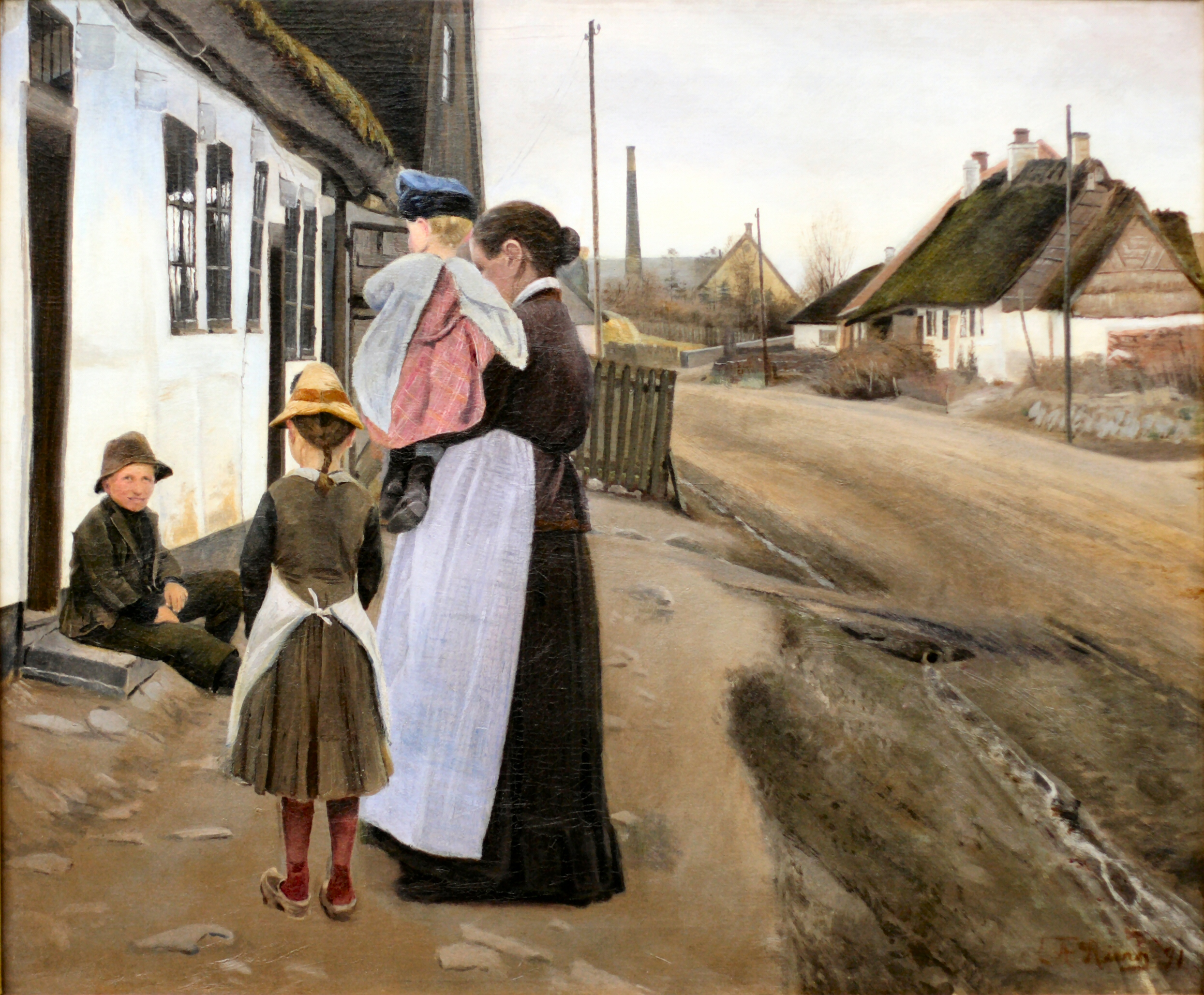
Gesprek op het platteland, Lille Næstved, 1891
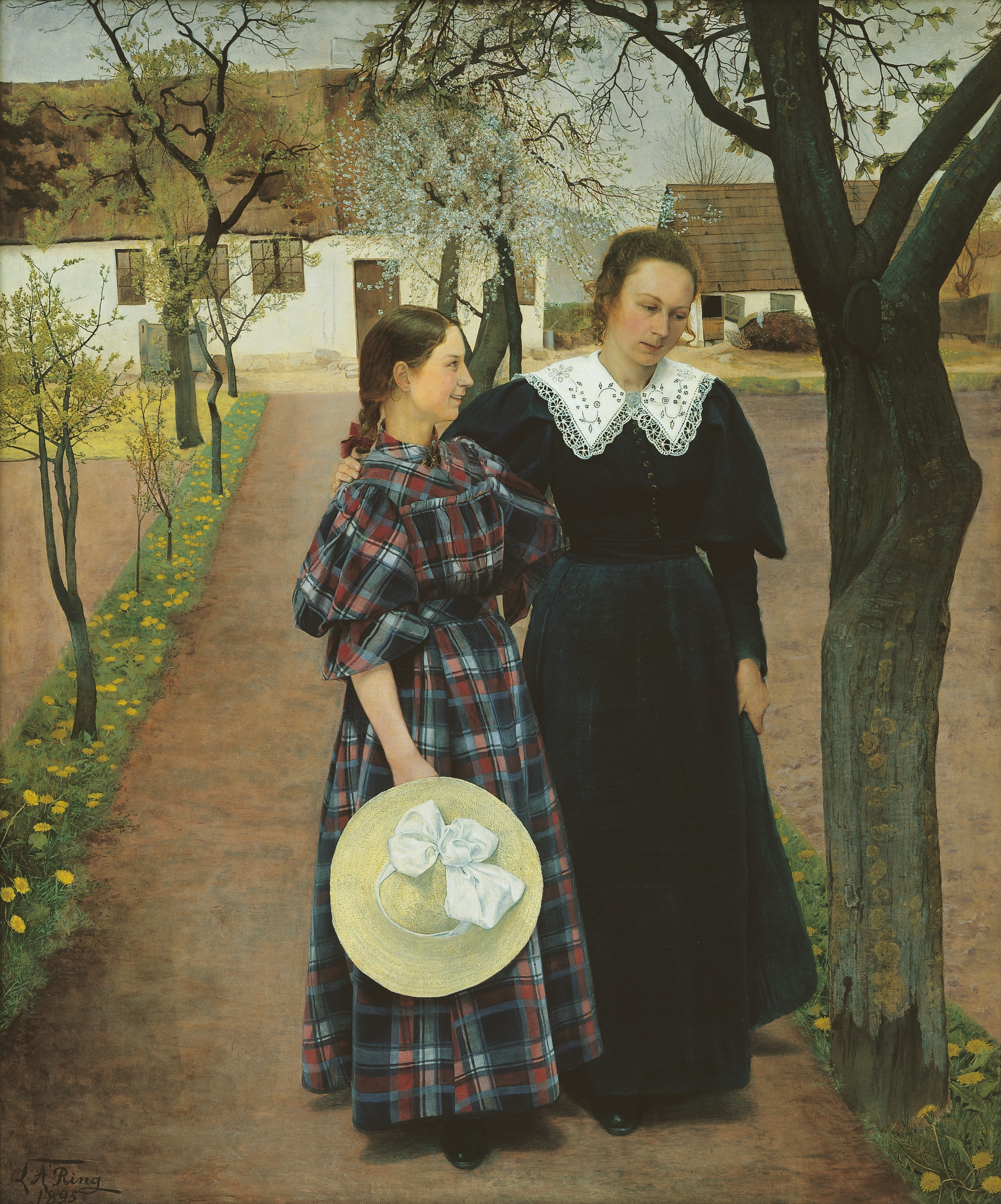
Lente, 1895
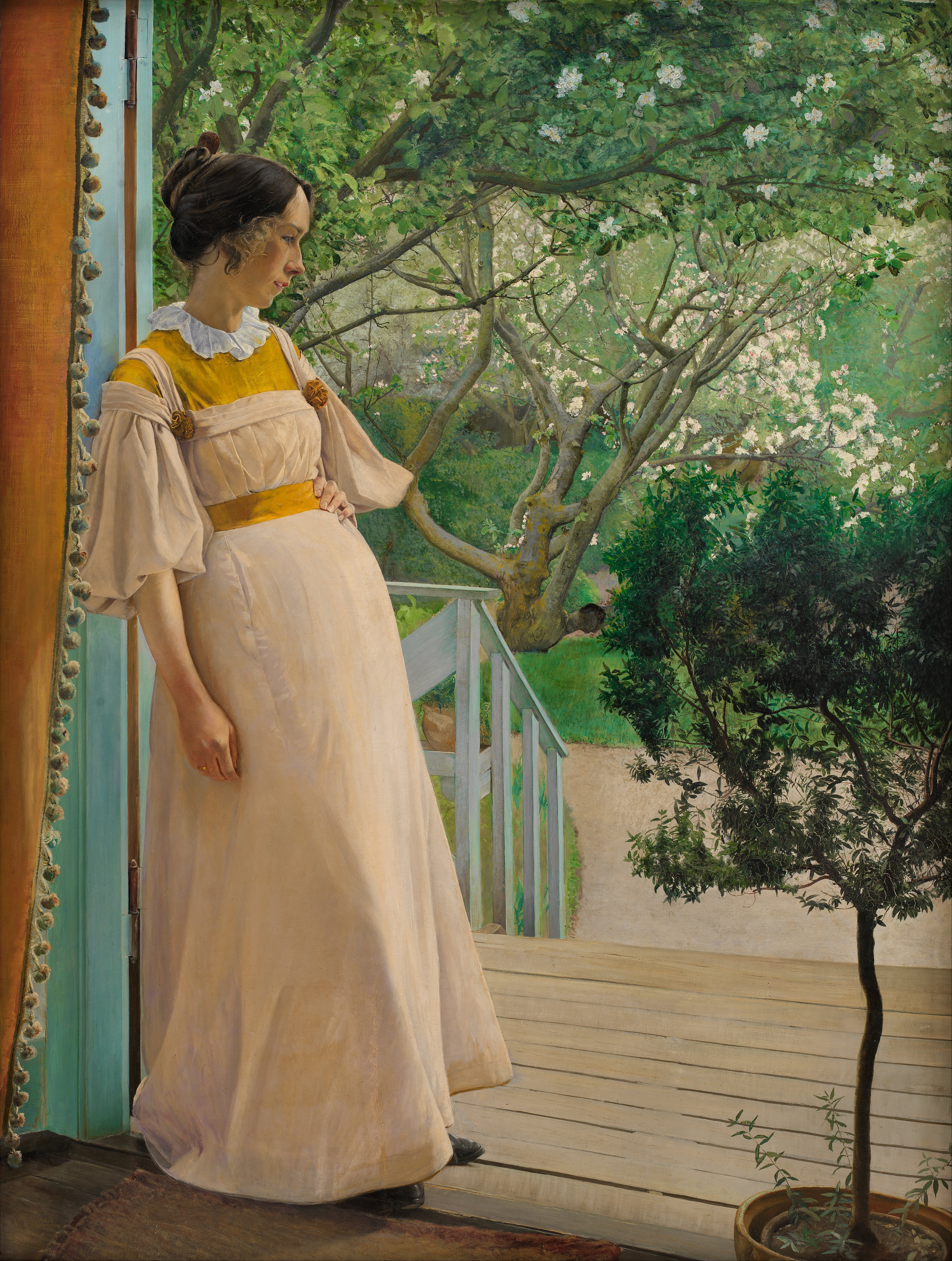
Sigrid Kähler, vrouw van de kunstenaar, 1897
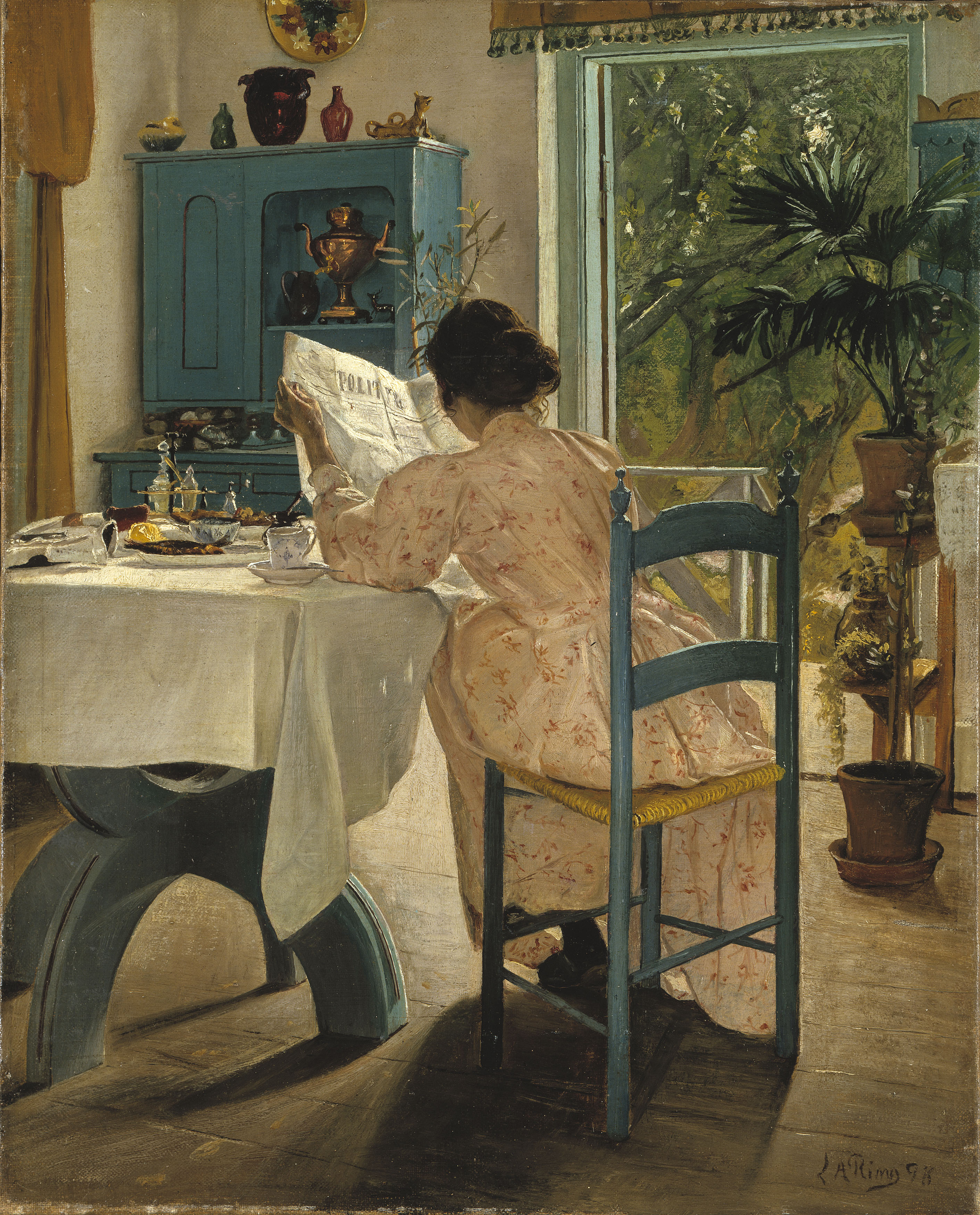
Aan het ontbijt met de ochtendkrant (Sigrid Kähler), 1898
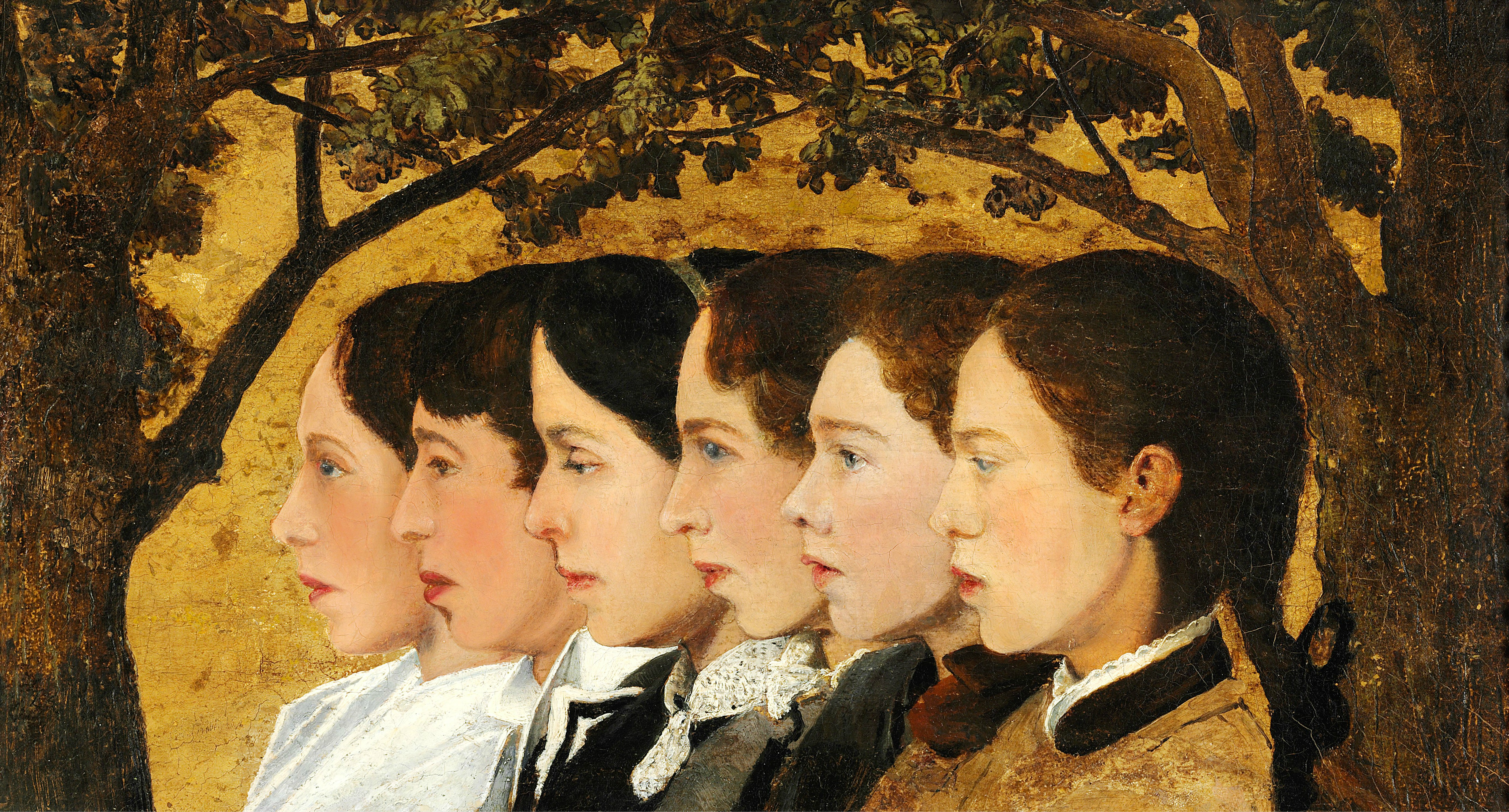
Groepsportret van de zes kinderen van de schoonouders van de schilder, 1898 (meest links: Sigrid Kähler)
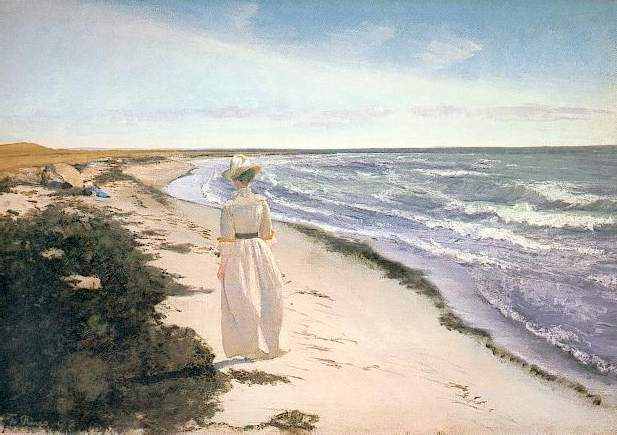
Op het strand bij Karrebaeksminde, 1898
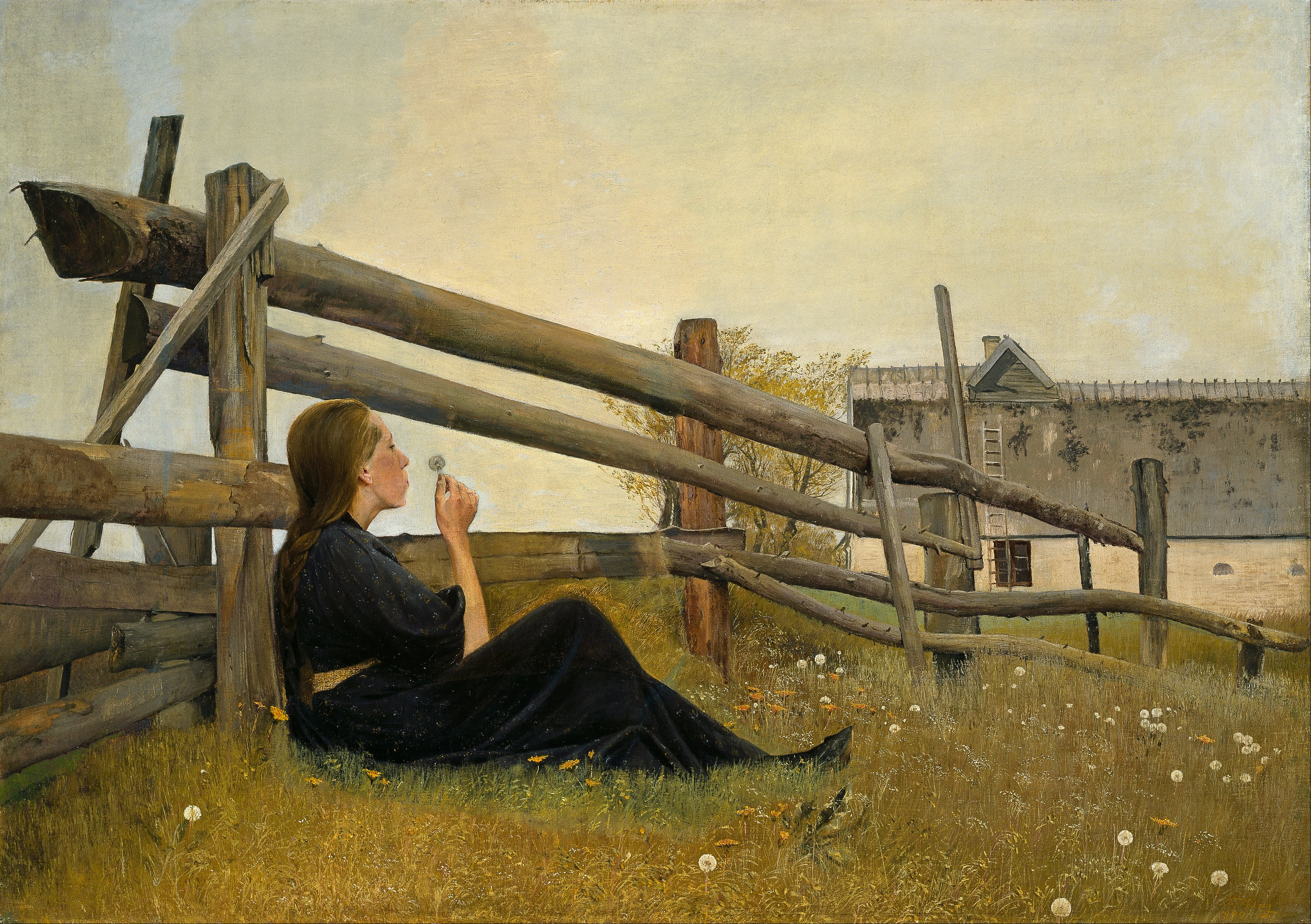
In juni, 1899
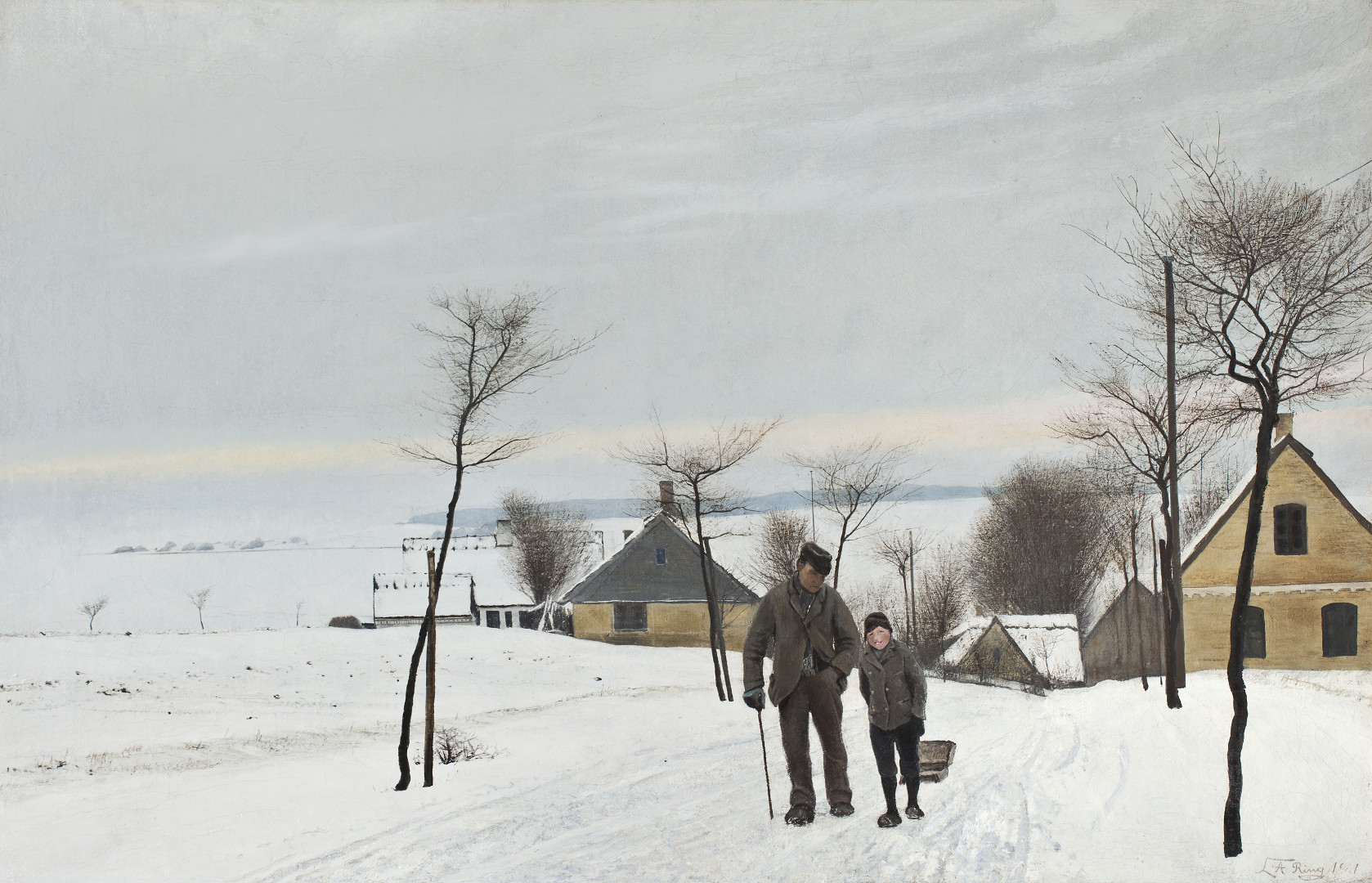
Mistige winterdag in Vinderød, 1901
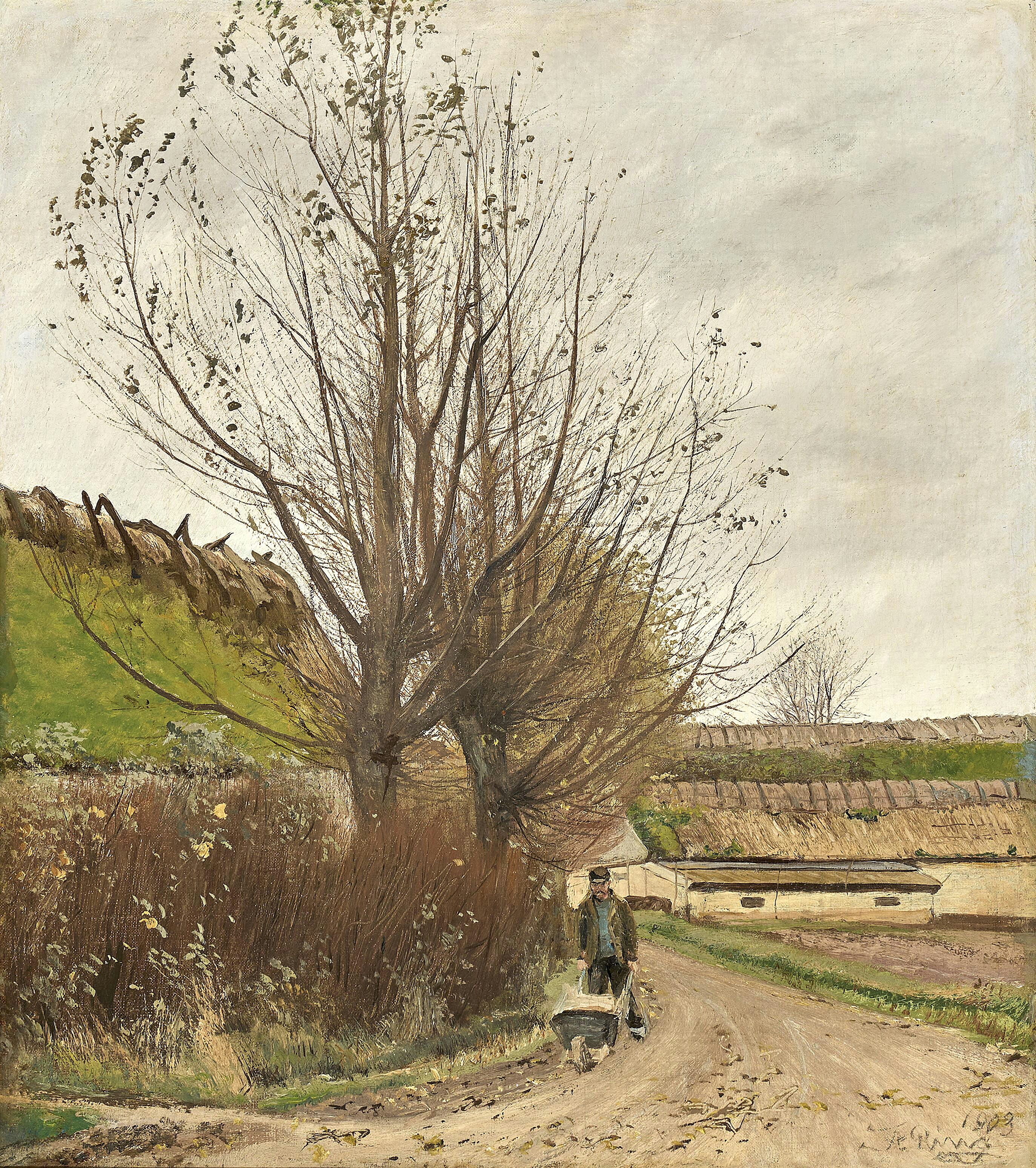
Herfstweer, 1903
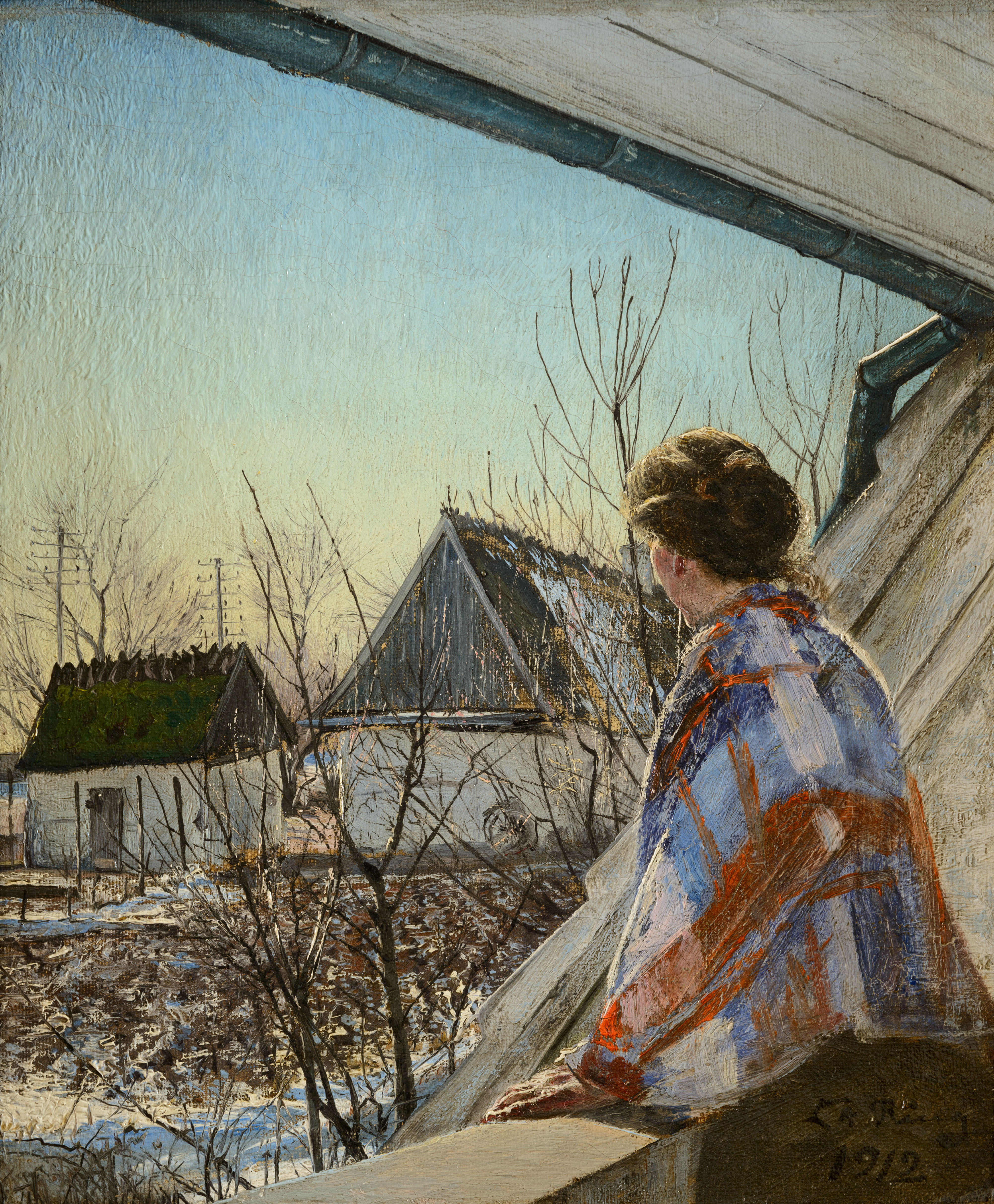
Mevrouw Sigrid Ring op het balkon, 1912
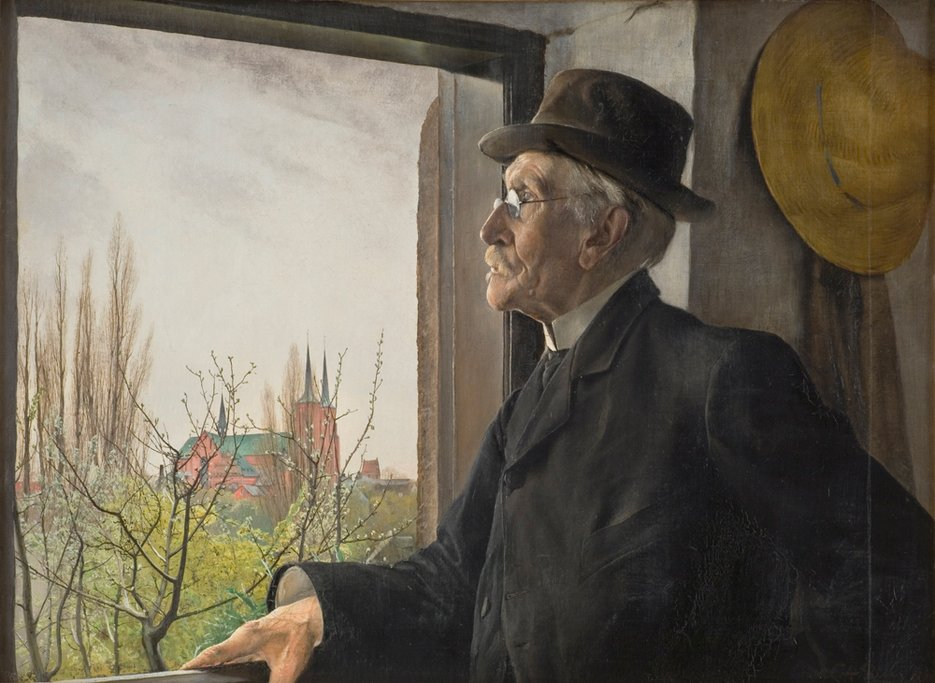
Het voorjaar en de oude man, 1926
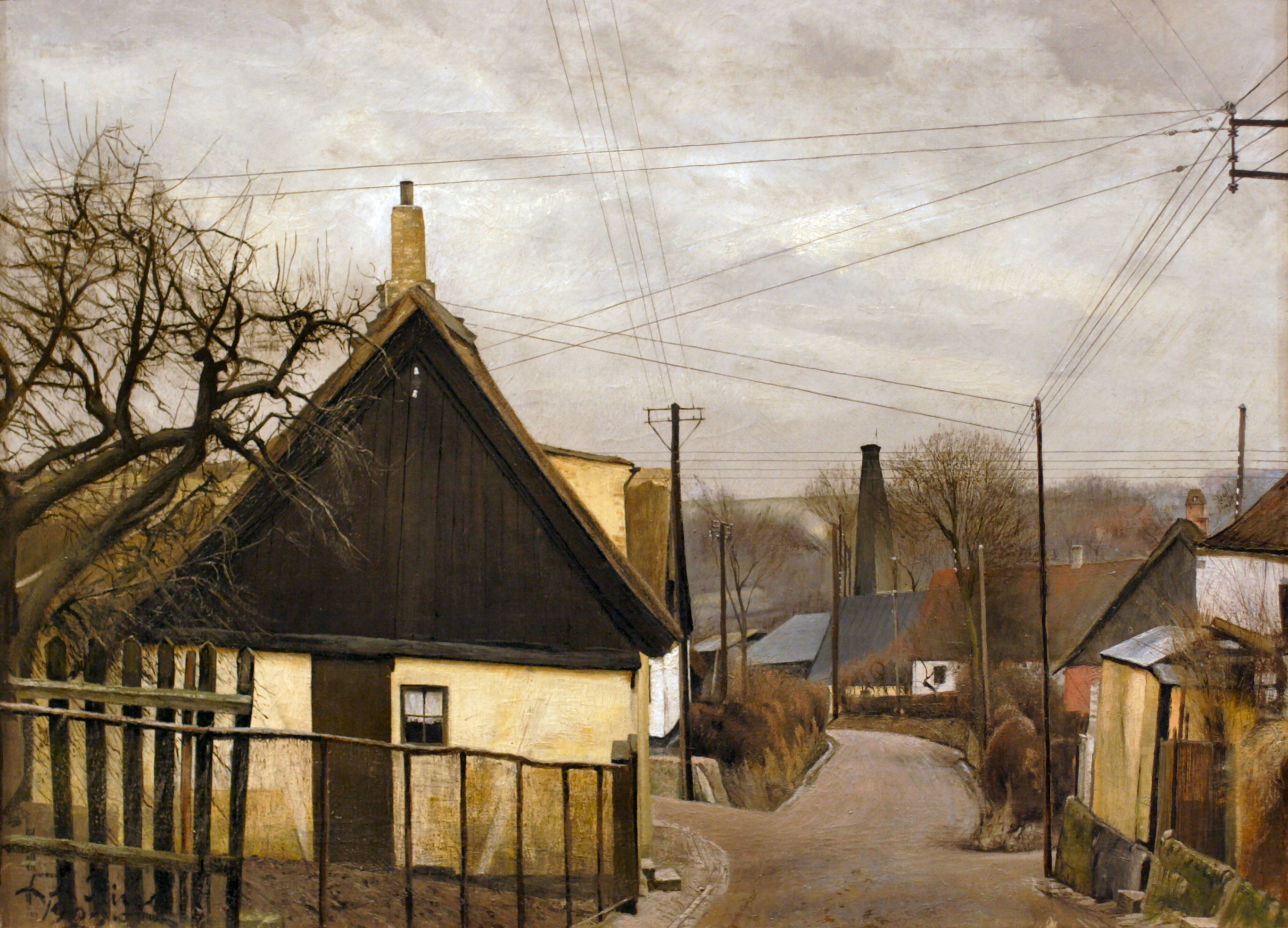
Brøndsgade, Sankt Jørgensbjerg, 1927
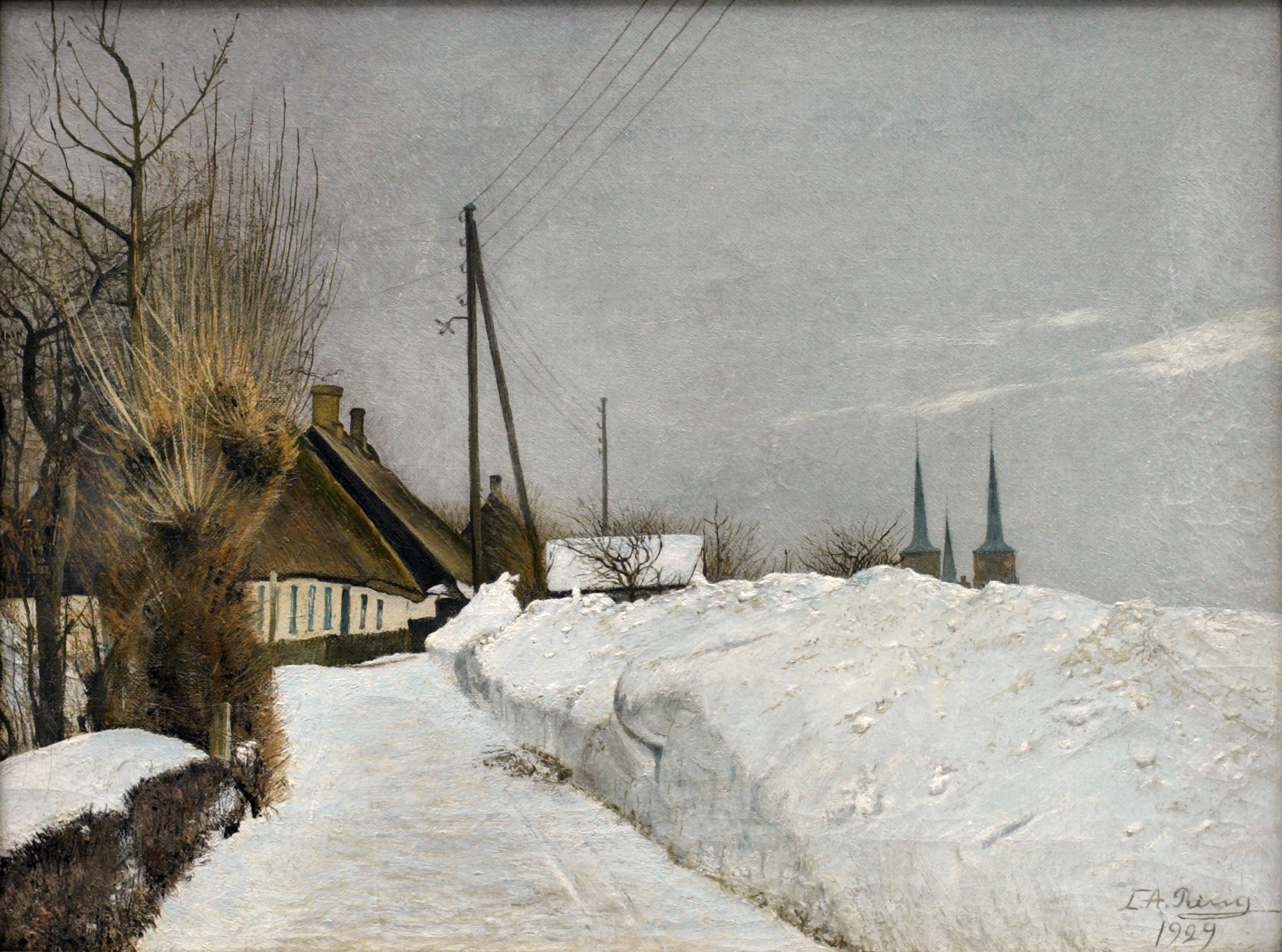
Winterdag in Roskilde, 1929
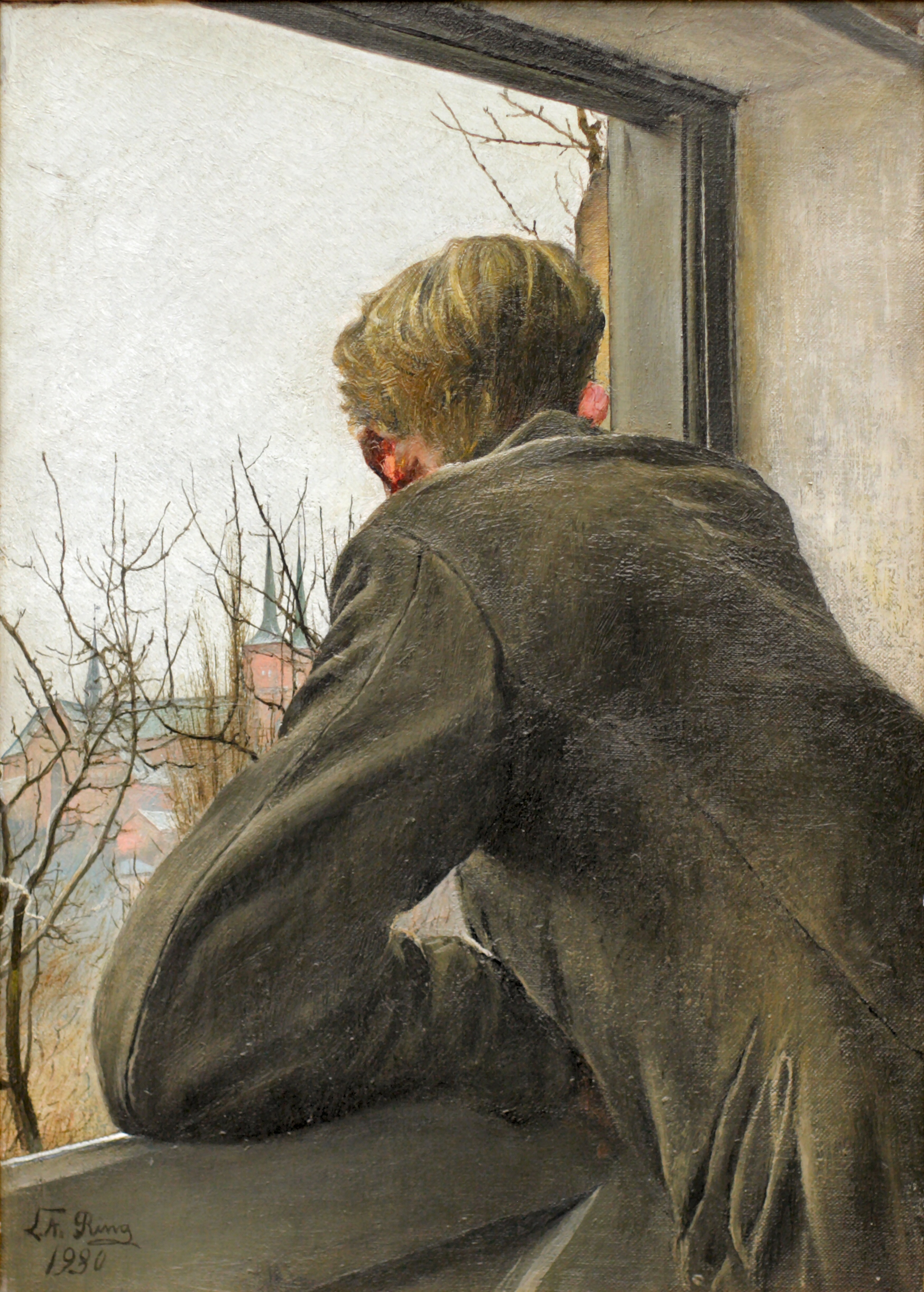
Zoon Ole kijkt uit het raam, 1930

## L.A. Ring geportretteerd door anderen

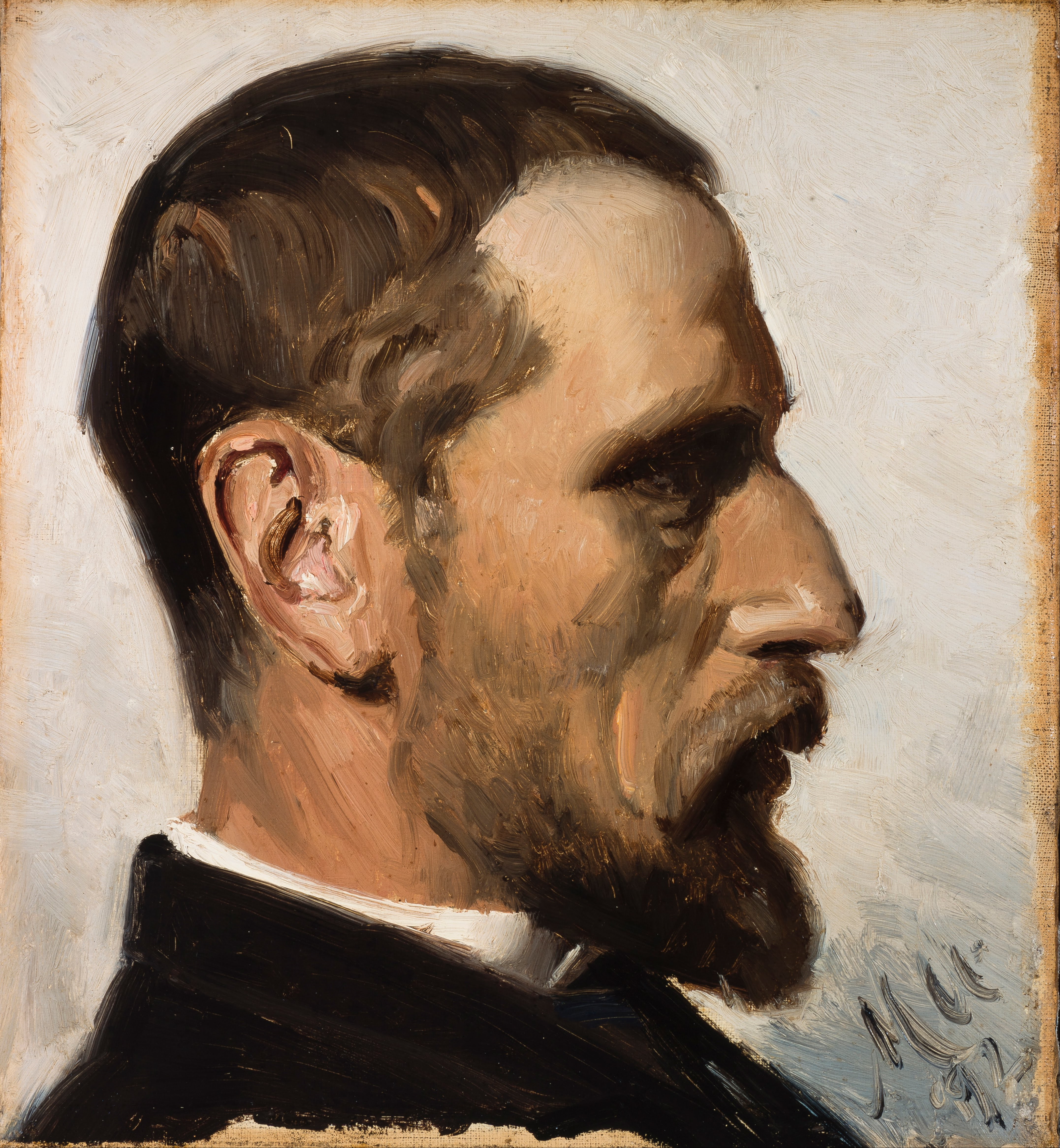
L.A Ring in 1892 door Michael Ancher
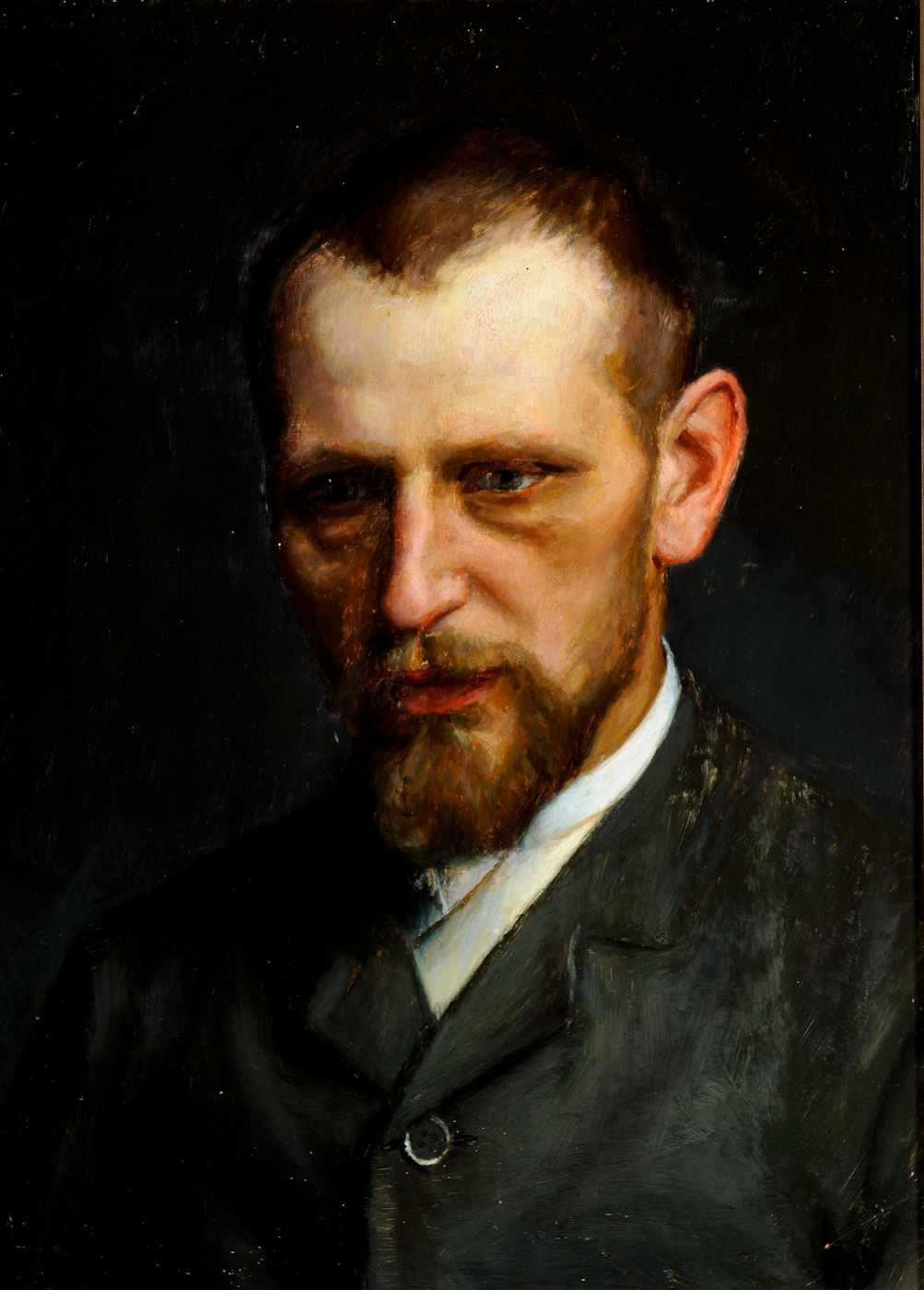
L.A. Ring door Elisabeth Wandel (1850-1926)
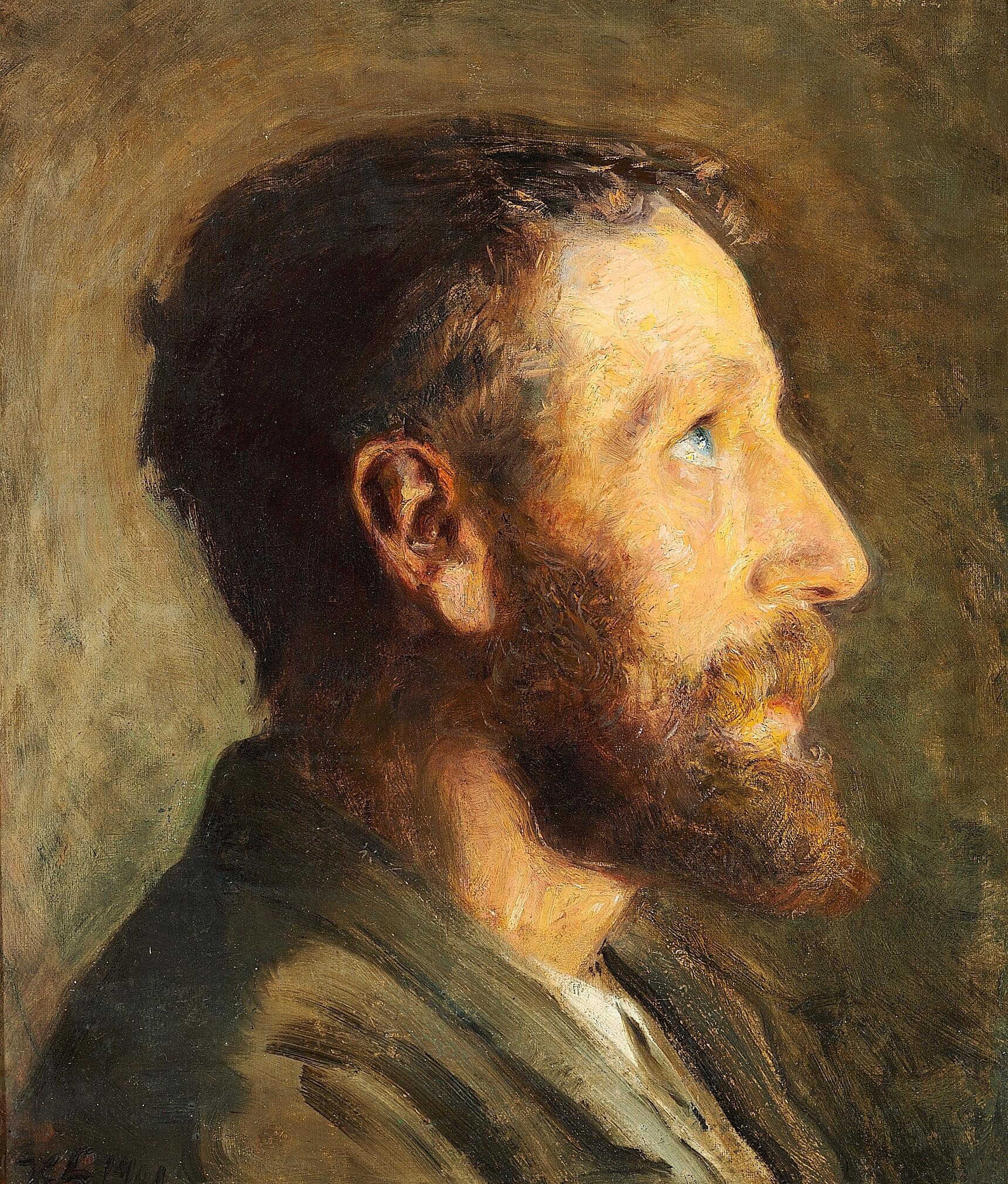
L.A. Ring in 1901 door Knud Larsen (1865-1922)
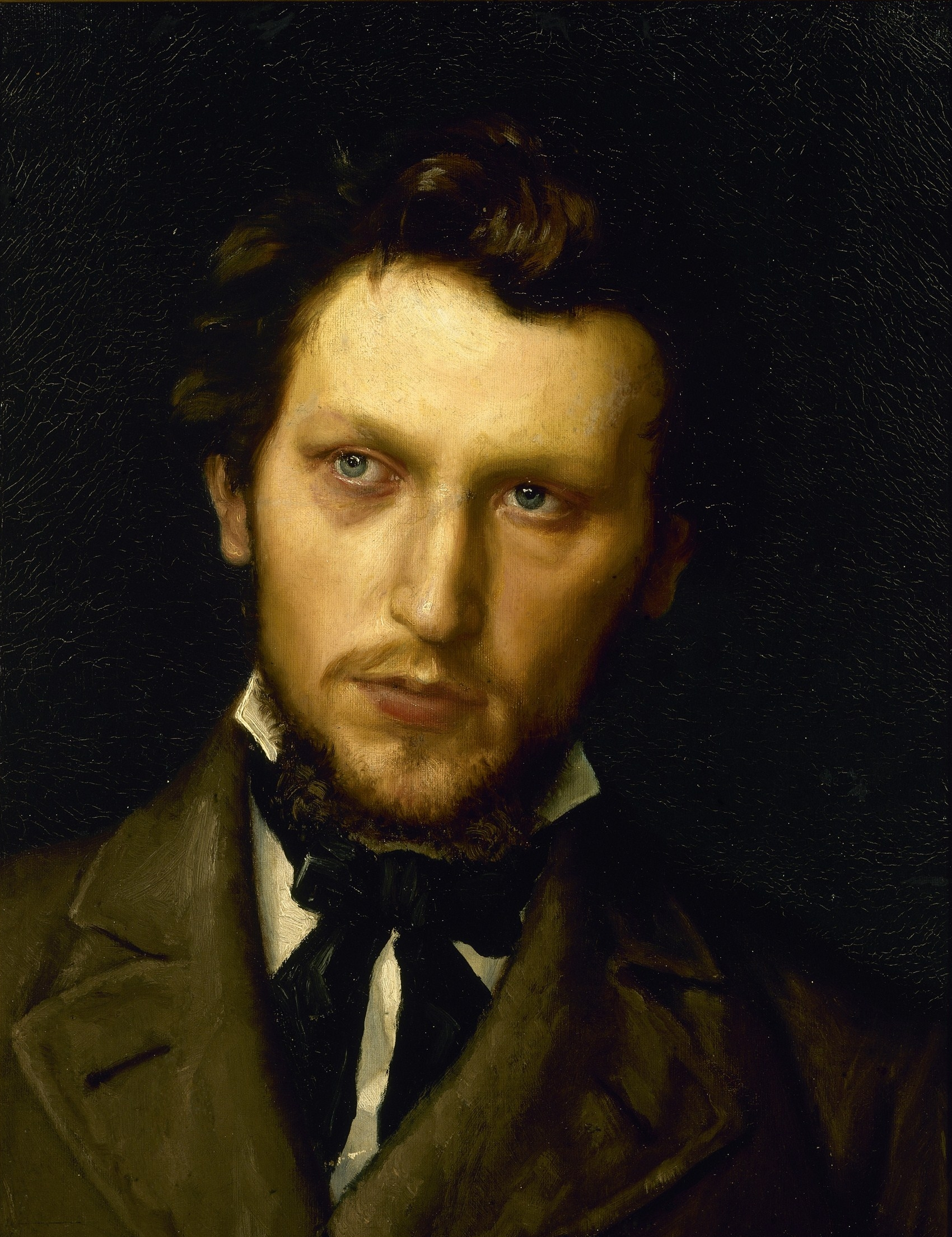
L.A. Ring door H.A. Brendekilde (1857-1942)